# Persona: Trinity Soul
Persona: Trinity Soul (ペルソナ トリニティ・ソウル?, Perusona: Toriniti Souru) è un anime ispirato alla serie di videogiochi di ruolo giapponesi Megami Tensei. Si tratta di uno spin-off del videogioco Persona 3, ambientato dieci anni dopo gli eventi del gioco.
Prodotta da Aniplex in 26 episodi e animata dallo studio di animazione A-1 Pictures, la serie è stata trasmessa in Giappone a partire da gennaio 2008.

## Trama
Dieci anni dopo i disastri causati dalla "Apathy Syndrome", è stata edificata la città futuristica di Ayanagi City. Il protagonista della storia è Shin Kanzato, uno studente delle scuole superiori che assieme ai fratelli Jun e Ryo (il capo della polizia) dovrà risolvere gli strani casi misteriosi che stanno avvenendo in città. Shin riuscirà a scoprire l'organizzazione che sta dietro a tutti questi incidenti, ma rimarrà coinvolto in prima persona.

## Episodi
| Nº | Giapponese 「Kanji」 - Rōmaji                                | In onda          | In onda |
| Nº | Giapponese 「Kanji」 - Rōmaji                                | Giapponese       |         |
| 1  | 「特A潜在」 - Toku A Senzai                                  | 5 gennaio 2008   |         |
| 2  | 「影抜き」 - Kagenuki                                        | 12 gennaio 2008  |         |
| 3  | 「マレビト」 - Marebito                                      | 19 gennaio 2008  |         |
| 4  | 「くじらのはね」 - Kujira no Hane                            | 26 gennaio 2008  |         |
| 5  | 「強いられた結合」 - Shiirareta Ketsugō                      | 2 febbraio 2008  |         |
| 6  | 「署長が消えた日」 - Shochō ga Kieta Hi                      | 9 febbraio 2008  |         |
| 7  | 「私という他者」 - Watashi to Iu Tasha                       | 16 febbraio 2008 |         |
| 8  | 「クスノキの下で」 - Kusunoki no Shita de                    | 23 febbraio 2008 |         |
| 9  | 「海からの呼び声」 - Umi kara no Yobigoe                     | 1º marzo 2008    |         |
| 10 | 「影は薄暮(はくぼ)に微笑(わら)う」 - Kage wa Hakubo ni Warau | 8 marzo 2008     |         |
| 11 | 「依存の定義」 - Izon no Teigi                               | 15 marzo 2008    |         |
| 12 | 「救済者」 - Kyūsaisha                                       | 22 marzo 2008    |         |
| 13 | 「朱に染まる雪原」 - Ake ni Somaru Setsugen                  | 29 marzo 2008    |         |
| 14 | 「狭間の彷徨」 - Hazama no Hōkō                              | 5 aprile 2008    |         |
| 15 | 「明日を閉ざすもの」 - Ashita wo tozasu mono                 | 12 aprile 2008   |         |
| 16 | 「解放の子と治癒の聖霊」 - Kaihō no ko to chiyu no seirei    | 19 aprile 2008   |         |
| 17 | 「風の里にて」 - Kaze no sato nite                           | 26 aprile 2008   |         |
| 18 | 「沈む夢」 - Shizumu yume                                    | 3 maggio 2008    |         |
| 19 | 「帰還者」 - Kikan mono                                      | 10 maggio 2008   |         |
| 20 | 「おもいで」 - Omoide                                        | 17 maggio 2008   |         |
| 21 | 「残刻」 - Zankoku                                           | 24 maggio 2008   |         |
| 22 | 「依り代」 - Yorishiro                                       | 31 maggio 2008   |         |
| 23 | 「絆を抱いて」 - Kizuna wo idai te                           | 7 giugno 2008    |         |
| 24 | 「贖罪の楔」 - Shokuzai no kusabi                            | 14 giugno 2008   |         |
| 25 | 「謂れなき喪失」 - Iware naki sōshitsu                       | 21 giugno 2008   |         |
| 26 | 「浮上する未来」 - Fujō suru mirai                           | 28 giugno 2008   |         |

## Doppiaggio
- Miyuki Sawashiro: Jun Kanzato, Yuki Kanzato, Ryo Kanzato (da bambino)
- Nobuhiko Okamoto: Shin Kanzato
- Takehito Koyasu: Ryo Kanzato
- Hideki Tasaka: Takuro Sakakiba
- Hikaru Midorikawa: Akihiko Sanada
- Hiroki Yasumoto: Taiichi Udou
- Kana Asumi: Megumi Kayano
- Mai Nakahara: Kanaru Morimoto
- Mamiko Noto: Ayane
- Mayumi Sako: Saki Tachibana/Mayuri Yamazaki
- Nobuyuki Katsube: Mareya Kujou/Keisuke Komatsubara
- Sanae Kobayashi: Eiko Nikaidou, Shin Kanzato (da bambino)
- Tomokazu Seki: Tooru Inui
- Atsuko Tanaka: Michiyo Kayano
- Ayumi Tsuji: Tomoya Kayano
- Daisuke Namikawa: Toma Shikura
- Fumi Morisawa: Haruka Kanzato
- Fumi Oda: Yuuko Sema
- Fumie Mizusawa: Yumi Tasaka
- Hiroshi Naka: Vice-Chief
- Hisao Egawa: Kunio Itou
- Isamu Tanonaka: Igor
- Junichi Sugawara: Nakamura
- Kenyuu Horiuchi: President Hiiragi
- Kōji Yusa: Kiyofumi Nagai
- Motoki Takagi: Sotaro Seno
- Nobuo Tobita: Yuji Kimoto
- Shuhei Kita: Shuhei Kita
- Takashi Saito: Teacher
- Takuma Takewaka: Shigeru Kanzato
- Tomoaki Maeno: Caster
- Tsubasa Yonaga: Shiiba Kusu, Wakasa Kusu
- Yūji Ueda: Tomoyuki Kayano
- Yoshihisa Kawahara: Tomohiro Narasaki
- Yuuki Masuda: Watanabe

## Colonna sonora
Sigle di apertura
- Breakin' Through cantata da Shūhei Kita (eps 1-13)
- Word of the Voice cantata da Flow (eps 14-26)

Sigle di chiusura
- SUICIDES LOVE STORY cantata da Nana Kitade (eps 1-13)
- Found Me cantata da Yumi Kawamura (eps 14-26)